# Unité urbaine de Neuville-de-Poitou
L'unité urbaine de Neuville-de-Poitou est une unité urbaine française constituée par Neuville-de-Poitou, ville située au nord-ouest de Poitiers se classant au septième rang départemental dans la Vienne.

## Données globales
En 2010, selon l'INSEE, l'unité urbaine de Neuville-de-Poitou a le statut de ville isolée appartenant à l'arrondissement de Poitiers, dans le nord-ouest du département de la Vienne.
En 2022, avec 5 465 habitants, elle constitue la 7e unité urbaine de la Vienne se classant après l'unité urbaine de Montmorillon qui se situe au 6e rang départemental, mais juste avant l'unité urbaine de Mignaloux-Beauvoir qui clôt la liste des unités urbaines de plus de 5 000 habitants dans le département de la Vienne.
En Poitou-Charentes, elle occupait le 32e rang régional après l'unité urbaine de Nueil-les-Aubiers (31e rang régional) et juste avant l'unité urbaine de la Flotte. Elle figure sur la liste des 37 unités urbaines de plus de 5 000 habitants de l'ex-région en 2022.
En 2022, sa densité de population qui s'élève à 320 hab/km2 est cinq fois plus élevée que celle de la Vienne.
L'unité urbaine de Neuville-de-Poitou fait partie de l'aire urbaine de Poitiers.

## Délimitation de l'unité urbaine de 2010
| Nom                | Code Insee | Département | Statut       | Superficie (km2) | Population (dernière pop. légale) | Densité (hab./km2) | Modifier                                    |
| ------------------ | ---------- | ----------- | ------------ | ---------------- | --------------------------------- | ------------------ | ------------------------------------------- |
| Neuville-de-Poitou | 86177      | Vienne      | ville-isolée | 17,06            | 5 465 (2022)                      | 320                | modifier les données · modifier les données |

## Évolution démographique
| 1968  | 1975  | 1982  | 1990  | 1999  | 2009  | 2022  |
| ----- | ----- | ----- | ----- | ----- | ----- | ----- |
| 3 104 | 3 312 | 3 623 | 3 840 | 4 060 | 5 119 | 5 465 |

Histogramme

(élaboration graphique par Wikipédia)

## Sources et références
1. ↑  Unité urbaine de Neuville-de-Poitou selon le zonage de 2010
2. ↑  Composition communale de l'aire urbaine de Poitiers